# NGC 4488
NGC 4488 је спирална галаксија у сазвежђу Девица која се налази на NGC листи објеката дубоког неба.
Деклинација објекта је + 8° 21' 35" а ректасцензија 12h 30m 51,3s. Привидна величина (магнитуда) објекта NGC 4488 износи 12,1 а фотографска магнитуда 13,0. NGC 4488 је још познат и под ознакама UGC 7653, MCG 2-32-104, CGCG 70-137, VCC 1318, PGC 41363.